# MP18
Die MP18 war die erste Maschinenpistole, die serienmäßig produziert wurde. Sie wurde gegen Ende des Ersten Weltkriegs von Theodor Bergmann und Hugo Schmeisser im Deutschen Reich entwickelt und wurde 1918 unter der Bezeichnung MP18 an die deutschen Fronttruppen (vorwiegend Sturmbataillone) ausgeliefert. Bis zum Kriegsende produzierte die Theodor Bergmann Waffenbau etwa 35.000 Exemplare dieser Waffe.
Die MP18 wurde speziell für den Grabenkrieg entwickelt, da auch ein leichtes Maschinengewehr wie das MG 08/15 zu schwer war und ein Gewehr nicht die nötige Kadenz aufwies. Anders als die von den meisten Streitkräften der Alliierten gegen Kriegsende eingesetzten leichten Maschinengewehre (Lewis Gun, Chauchat) konnte die MP18 wie die italienische Beretta M1918 von einem Mann eingesetzt und aus der Bewegung in gezielten Feuerstößen abgefeuert werden.
Der auf deutscher Seite häufig für den Grabenkampf verwendeten „Langen Pistole 08“ war sie in jeder Hinsicht überlegen. Ein Schwachpunkt der MP18 waren die zunächst verwendeten Trommelmagazine der Pistole 08, sie waren sehr unhandlich und nur mit Spezialwerkzeug zu laden.
Die auch „Grabenfeger“ genannte MP18 war einer der Gründe, warum es dem Deutschen Reich im Versailler Vertrag verboten wurde, automatische Waffen herzustellen.
Nach dem Ersten Weltkrieg war die MP18 Ausrüstung der Polizei und wurde bis 1945 von dieser eingesetzt. Eine Weiterentwicklung war die MP28, die sich nur geringfügig von der MP18 unterschied und als MP28.II (römisch 2) bezeichnet wurde. Für die MP18 wurde zu diesem Zeitpunkt rückwirkend die Bezeichnung MP18.I (römisch 1) eingeführt.

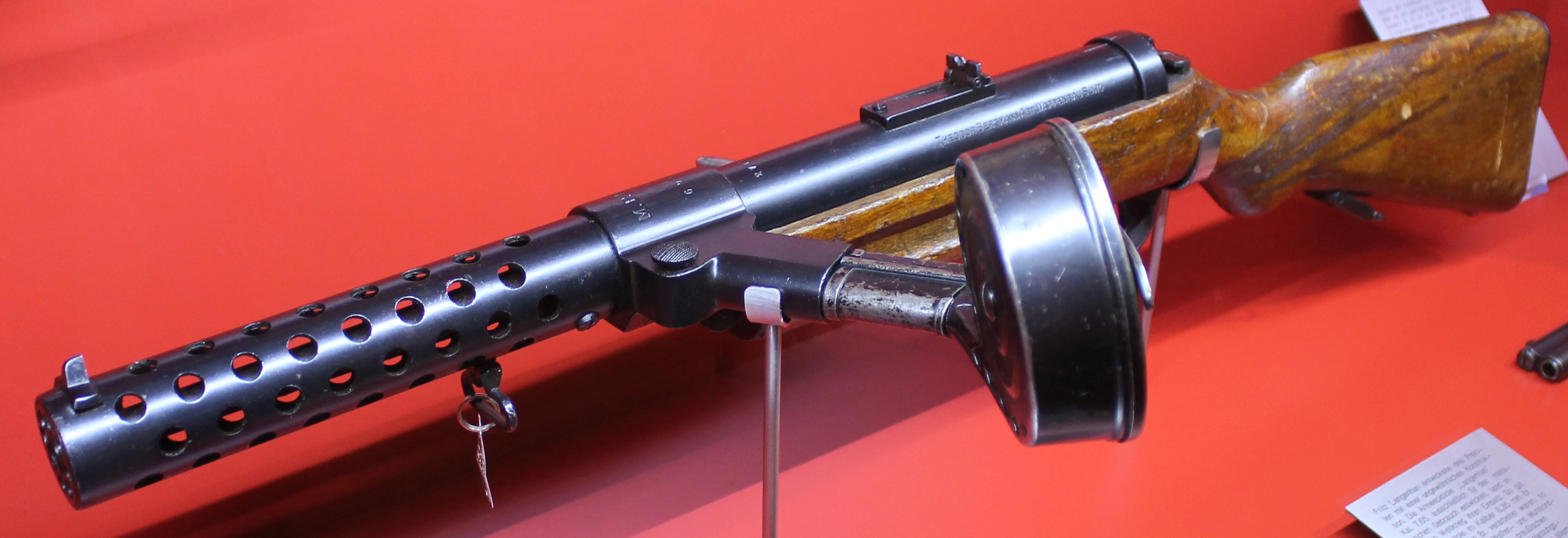
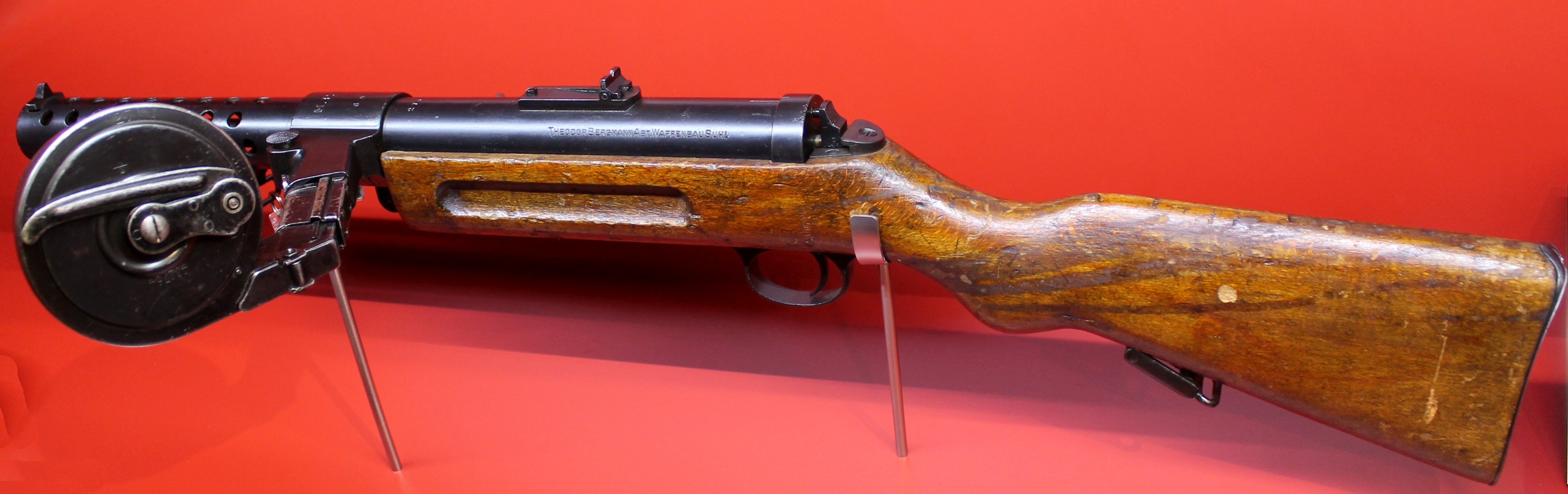
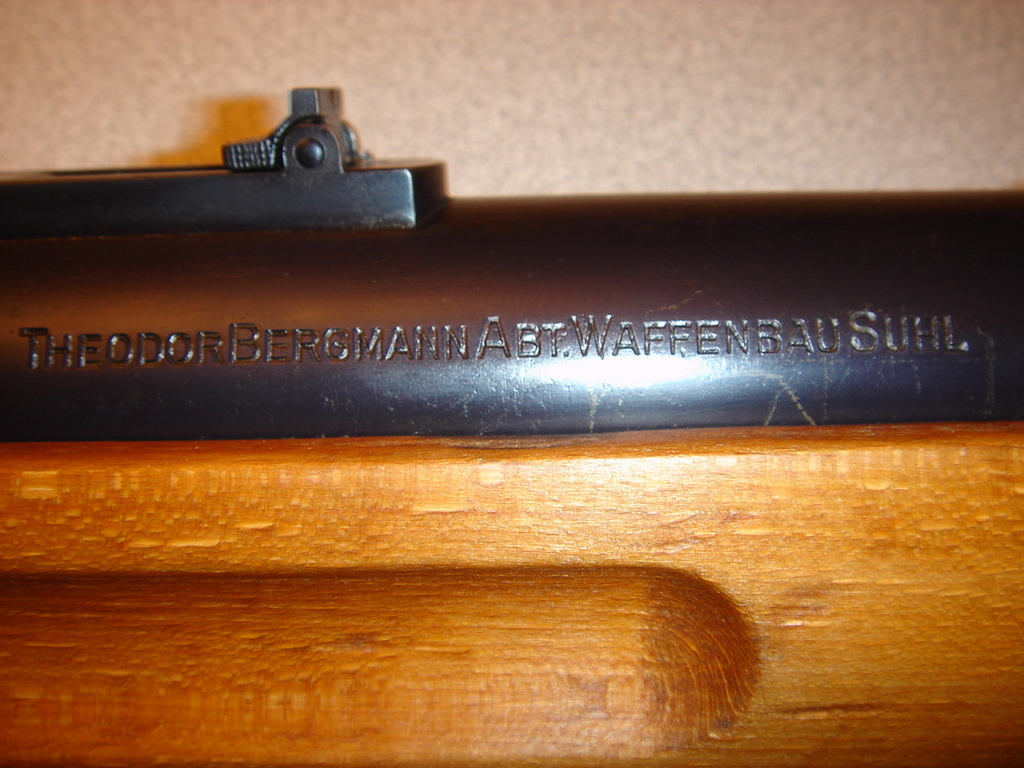
Theodor Bergmann, Suhl
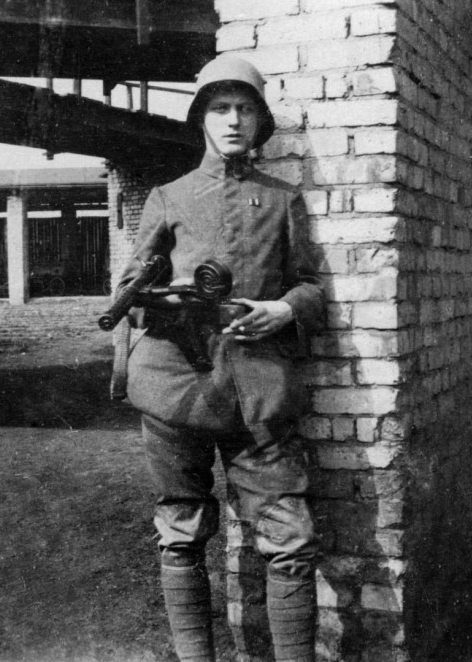
Deutscher Soldat mit MP18 (1918)
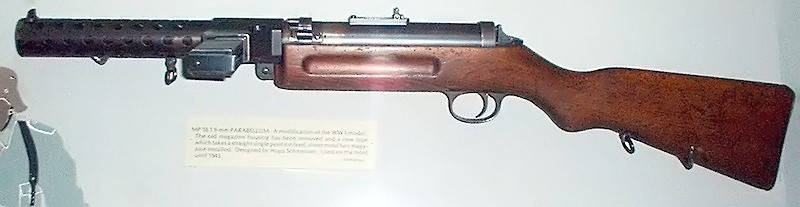
MP18 nach 1920